# Chiesa di San Ciriaco (Gernrode)

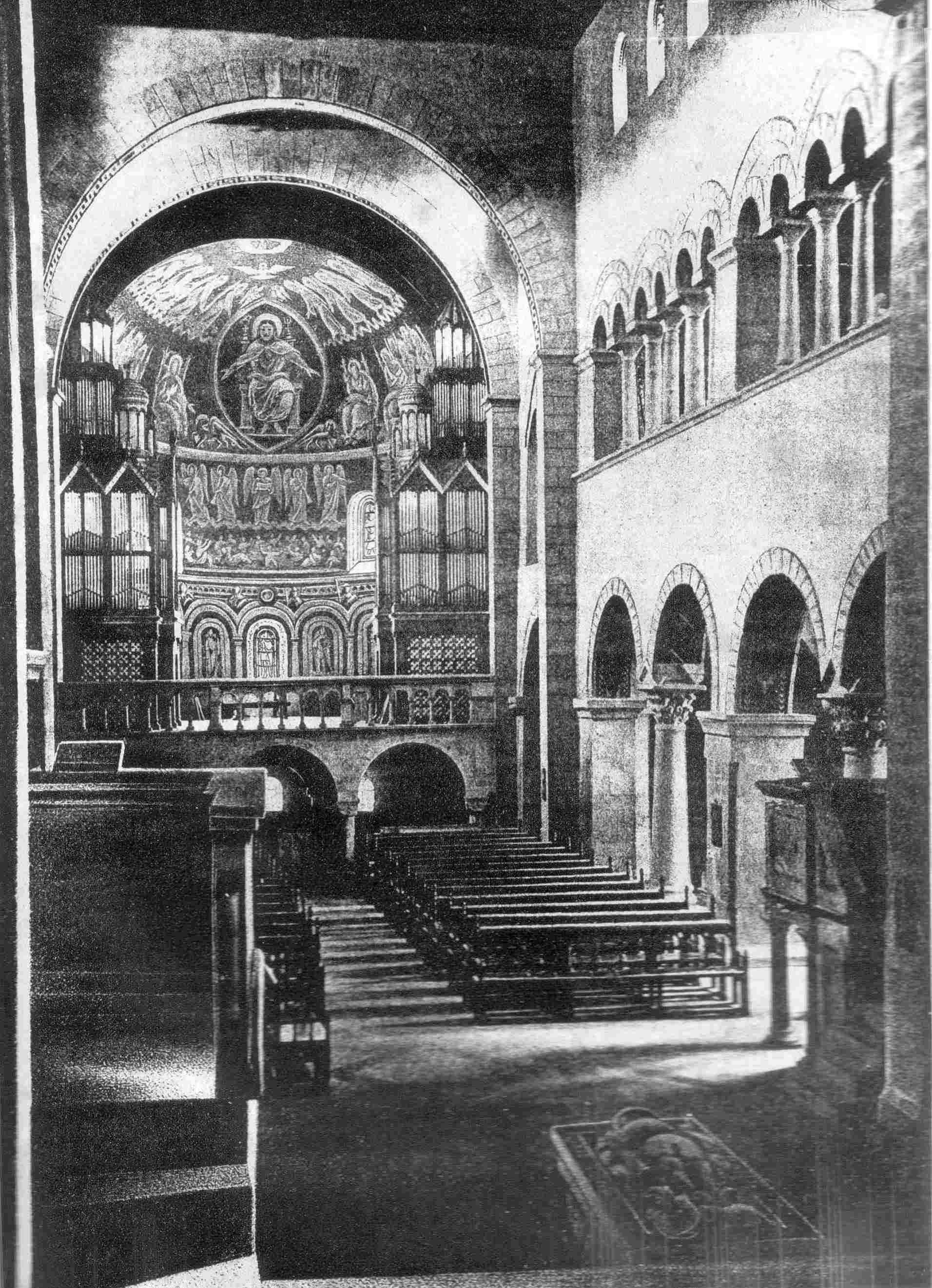
Interno della chiesa nel 1877

La chiesa di San Ciriaco a Gernrode (Circondario dello Harz, Sassonia-Anhalt, Germania), è uno dei pochi edifici religiosi superstiti del periodo dell'architettura ottoniana, edificato tra il 960 e il 965 dal margravio Gero I, sebbene sia stata restaurata nel XIX secolo. L'edificio è parte del monastero di Gernrode. Oggi è usata dalla comunità evangelica di Gernrode.

## Storia
Gerone era uno dei più importanti collaboratori dell'imperatore Ottone I e risiedeva nel castello di Gernrode. La fondazione della chiesa venne da lui decisa in memoria del figlio Sigfrido, che era deceduto senza eredi quell'anno, tramite un'ingente donazione al monastero di Gernrode. La vedova del figlio Sigfrido, Hathui, fu la prima badessa del monastero.
All'inizio la chiesa doveva essere probabilmente dedicata a Maria e san Pietro, ma in seguito all'arrivo delle reliquie di san Ciriaco, ricevuta da Gerone stesso da Roma verso il 950, cambiò l'appellativo in quello attuale.
Nel XII secolo la chiesa venne parzialmente trasformata, con l'ingrandimento del westwerk e delle torri scalarie. Le volte nel transetto furono aggiunte in epoca gotica. Nel XIX secolo venne sconsacrata ed usata come fienile e rimessa agricola, per questo le finestre furono in larga parte tamponate. La cripta divenne una stalla e un magazzino per le patate. Solo nel 1834, grazie agli studi dello storico dell'arte Franz Theodor Kugler, venne riscoperta l'importanza dell'edificio e in seguito lo storico Ludwig Puttrich convinse Leopoldo IV di Anhalt-Dessau a iniziare un recupero e restauro nel 1858. Ci furono anche alcune manomissioni, come la ricostruzione delle torri scalari in maniera simmetrica, ma è soprattutto l'interno a mantenere elementi originari di epoca ottoniana.

## Architettura
Il corpo centrale è composto da tre brevi navate, circondate dal transetto orientale e il westwerk, al quale sono affiancate due torri scalari. A questi elementi tipicamente carolingi si aggiungono varie novità soprattutto nell'alzato, come l'alternarsi di pilastri e colonne (che sottolineano la singola campata invece che lo sviluppo longitudinale della navata), le massicce murature ispessite, le arcate semicieche all'interno di gallerie sulla navata centrale (simili a un triforio), la geometrica razionalità; nei capitelli invece si contrappone una fantasiosa inventiva, dove tra le foglie scolpite di uno stile corinzio stilizzato compaiono delle testine umane: tutti elementi strutturali e decorativi che anticipano l'architettura romanica.

## Altre immagini

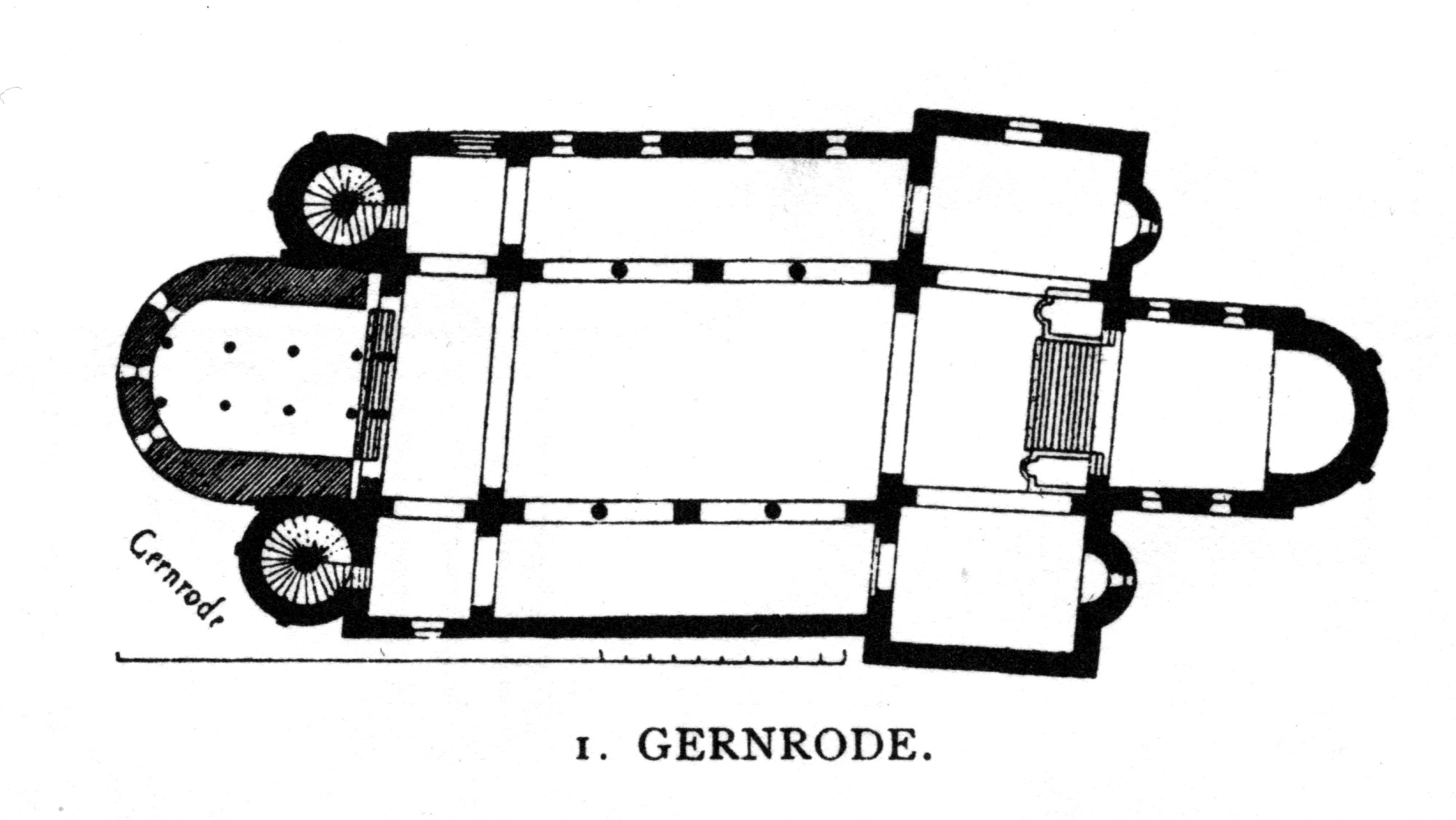
La pianta
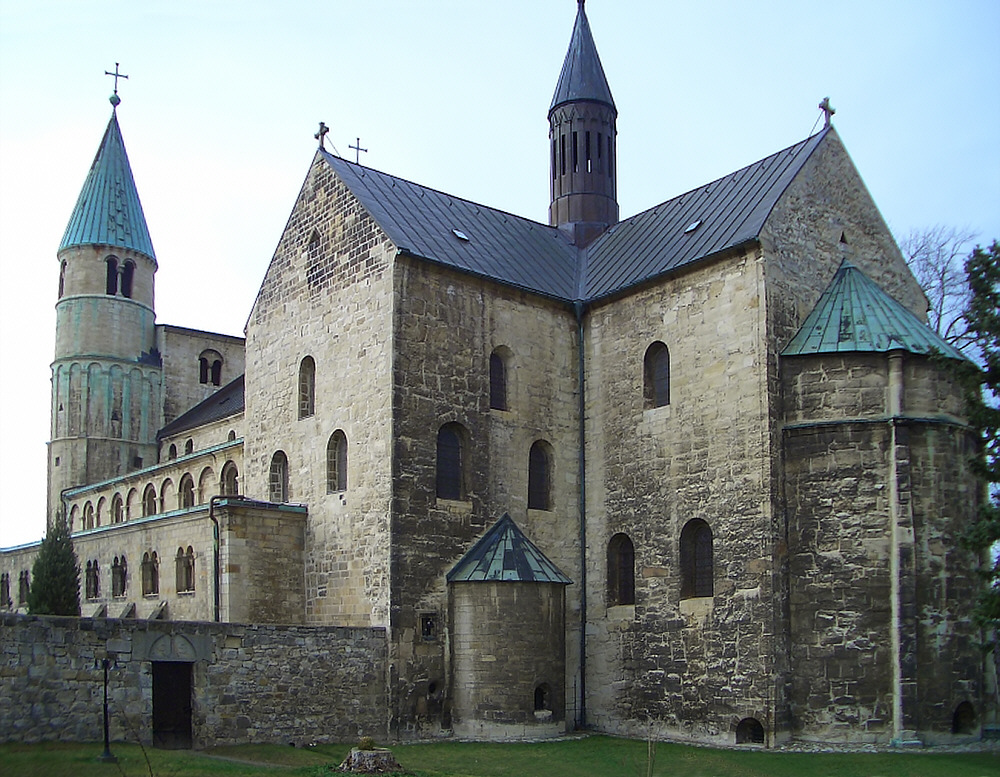
Veduta esterna
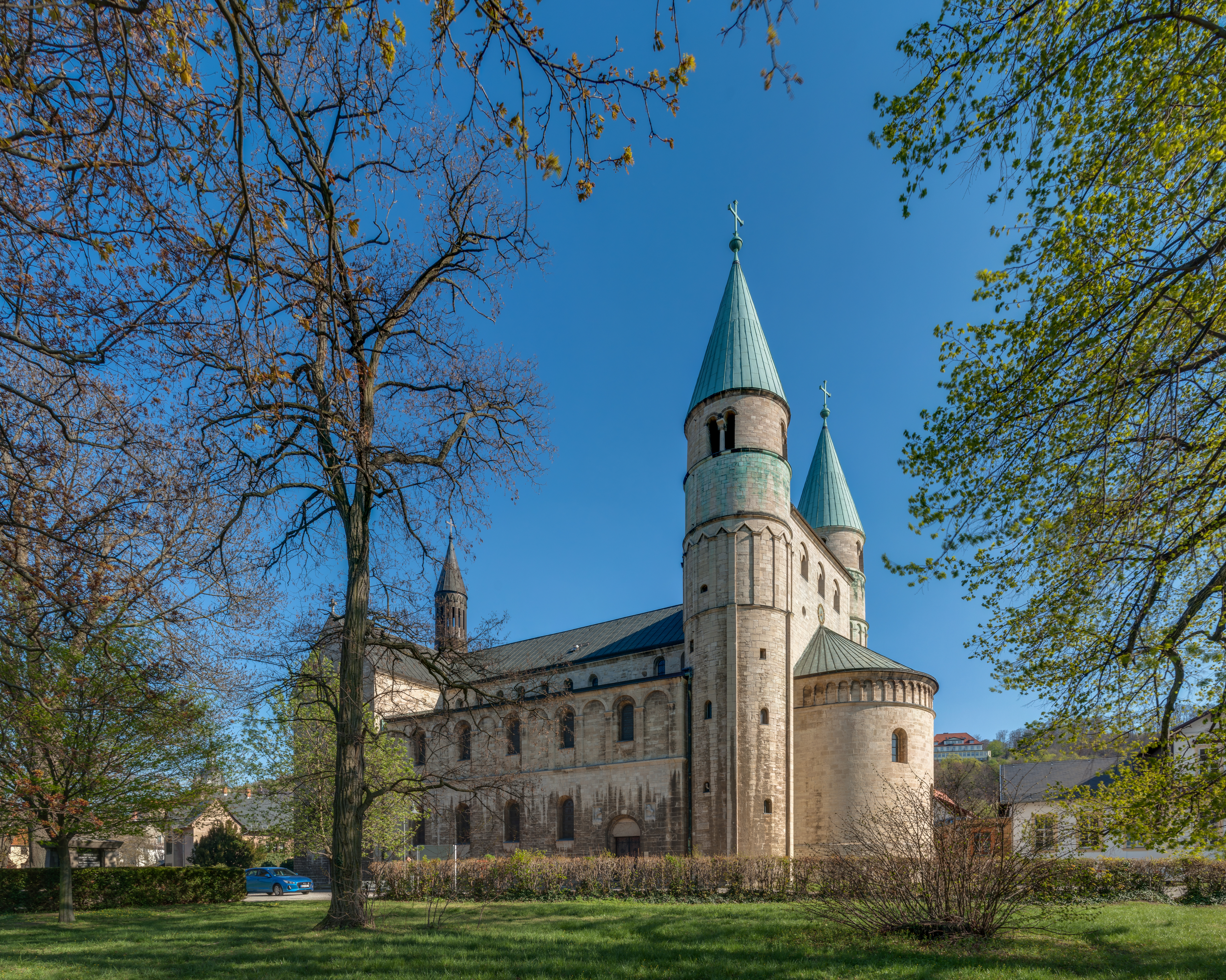
Veduta del nord
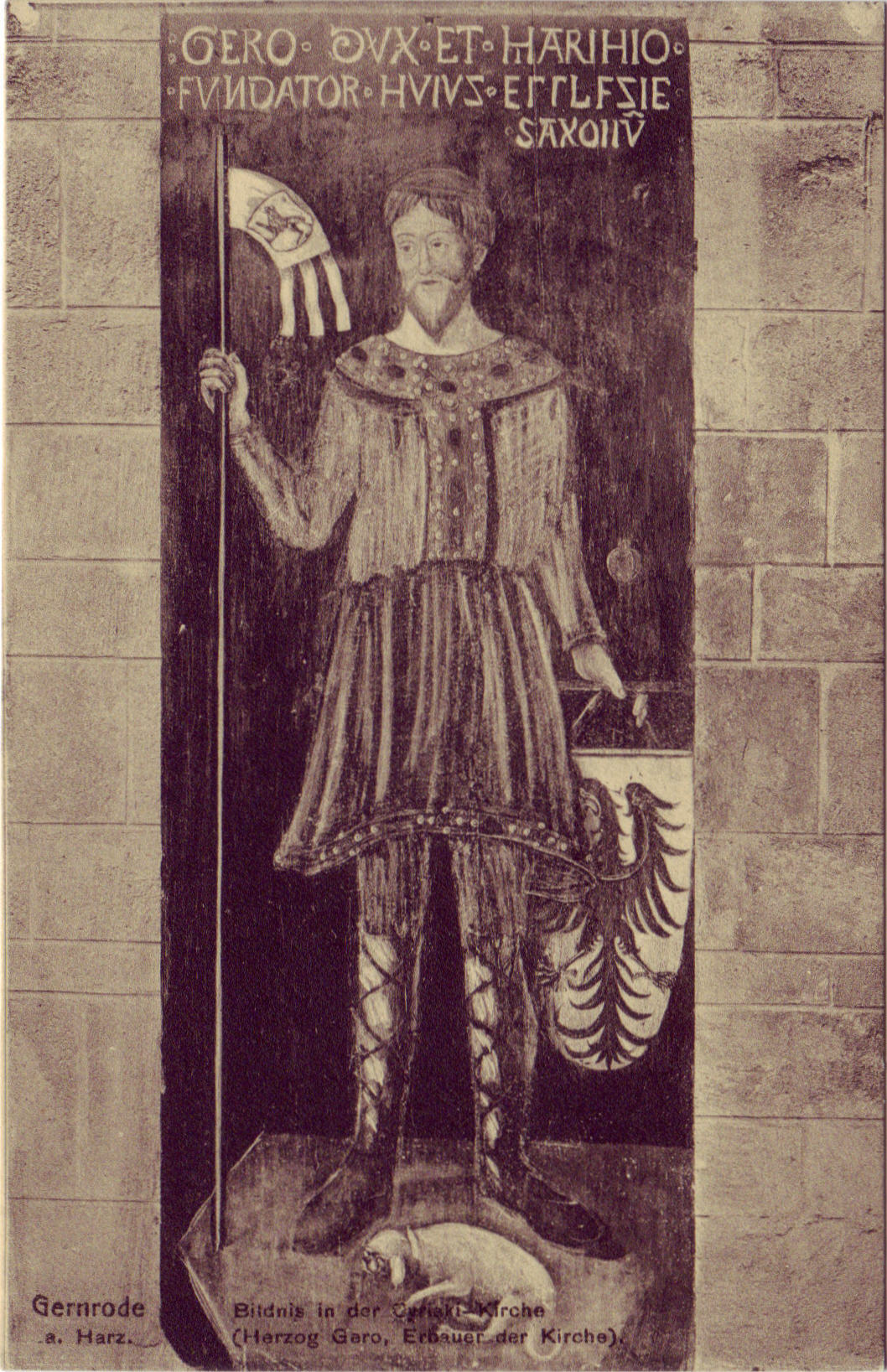
Il margravio Gerone